# Microlophus yanezi
Microlophus yanezi là một loài thằn lằn trong họ Tropiduridae. Loài này được Ortiz-Zapata mô tả khoa học đầu tiên năm 1980.